# Monaco aux Jeux olympiques d'été de 1988
Cet article contient des informations sur la participation et les résultats de Monaco aux Jeux olympiques d'été de 1988, qui ont eu lieu à Séoul en Corée du Sud.

## Résultats

### Athlétisme
Homme
| Athlète       | Épreuve | Série    | Série | Quart de finale | Quart de finale | Demi-finale  | Demi-finale  | Finale       | Finale       |
| Athlète       | Épreuve | Résultat | Rang  | Résultat        | Rang            | Résultat     | Rang         | Résultat     | Rang         |
| ------------- | ------- | -------- | ----- | --------------- | --------------- | ------------ | ------------ | ------------ | ------------ |
| Gilbert Bessi | 100 m   | 11 s 55  | 8e    | Non qualifié    | Non qualifié    | Non qualifié | Non qualifié | Non qualifié | Non qualifié |

### Cyclisme
| Athlète         | Épreuve                   | Temps           | Vitesse moyenne | Rang |
| --------------- | ------------------------- | --------------- | --------------- | ---- |
| Stéphane Operto | Course en ligne masculine | 4 h 46 min 42 s | 41,186 km/h     | 106e |

### Escrime

#### Tournoi préliminaire
| Athlète         | Épreuve          | Premier tour | Quarts de finale | Demi-finales | Rang final |
| Athlète         | Épreuve          | Rang         | Rang             | Résultat     | Rang final |
| --------------- | ---------------- | ------------ | ---------------- | ------------ | ---------- |
| Olivier Martini | Sabre individuel | 6e           | Non qualifié     | Non qualifié | 35e        |

Voici ci-dessous les résultats du premier tour du tournoi préliminaire de l'épreuve de sabre individuel. Les cinq premiers se qualifient pour la suite de la compétition. Martini, arrivé 6e, ne se qualifie ni pour la suite du tournoi ni pour la phase finale de l'épreuve.
| \| Rang \| Athlète \| CG \| CP \| TD \| TD \| \| ---- \| -------------------------- \| -- \| -- \| -- \| -- \| \| 1 \| Jean-François Lamour (FRA) \| 5 \| 0 \| 25 \| 11 \| \| 2 \| Jürgen Nolte (FRG) \| 4 \| 1 \| 21 \| 14 \| \| 3 \| Giovanni Scalzo (ITA) \| 3 \| 2 \| 20 \| 20 \| \| 4 \| Tadeusz Piguła (POL) \| 2 \| 3 \| 21 \| 19 \| \| 5 \| Lee Byeong-Nam (KOR) \| 1 \| 4 \| 16 \| 24 \| \| 6 \| Olivier Martini (MON) \| 0 \| 5 \| 10 \| 25 \| | Combats : - Jean-François Lamour (FRA) 5 - 2 Olivier Martini (MON) - Jürgen Nolte (FRG) 5 - 1 Olivier Martini (MON) - Giovanni Scalzo (ITA) 5 - 2 Olivier Martini (MON) - Tadeusz Piguła (POL) 5 - 1 Olivier Martini (MON) - Lee Byeong-Nam (KOR) 5 - 4 Olivier Martini (MON) |    |    |    |    |
| Rang | Athlète | CG | CP | TD | TD |
| 1 | Jean-François Lamour (FRA) | 5  | 0  | 25 | 11 |
| 2 | Jürgen Nolte (FRG) | 4  | 1  | 21 | 14 |
| 3 | Giovanni Scalzo (ITA) | 3  | 2  | 20 | 20 |
| 4 | Tadeusz Piguła (POL) | 2  | 3  | 21 | 19 |
| 5 | Lee Byeong-Nam (KOR) | 1  | 4  | 16 | 24 |
| 6 | Olivier Martini (MON) | 0  | 5  | 10 | 25 |

### Judo
| Athlète          | Épreuve               | 1/32 de finale                                                     | 1/16 de finale                                | 1/8 de finale       | Quarts de finale    | Demi-finales        | Repêchage 1         | Repêchage 2         | Finale              | Finale       |
| Athlète          | Épreuve               | Adversaire Résultat                                                | Adversaire Résultat                           | Adversaire Résultat | Adversaire Résultat | Adversaire Résultat | Adversaire Résultat | Adversaire Résultat | Adversaire Résultat | Rang         |
| ---------------- | --------------------- | ------------------------------------------------------------------ | --------------------------------------------- | ------------------- | ------------------- | ------------------- | ------------------- | ------------------- | ------------------- | ------------ |
| Gilles Pages     | Moins de 60 kg hommes | Exempté                                                            | Sergio Pessoa (BRA) Défaite 1020-0000 (Ippon) | Non qualifié        | Non qualifié        | Non qualifié        | Non qualifié        | Non qualifié        | Non qualifié        | 20e ex aequo |
| Éric-Louis Bessi | Moins de 86 kg hommes | William Medina (COL) Défaite 1010-0000 (Ippon) (1 pénalité chacun) | Non qualifié                                  | Non qualifié        | Non qualifié        | Non qualifié        | Non qualifié        | Non qualifié        | Non qualifié        | 33e ex aequo |

### Tir
Femmes
| Athlète          | Épreuve                    | Qualification | Qualification | Finale        | Finale        |
| Athlète          | Épreuve                    | Points        | Rang          | Points        | Rang          |
| ---------------- | -------------------------- | ------------- | ------------- | ------------- | ------------- |
| Fabienne Pasetti | Carabine 10 m air comprimé | 375           | 43e ex aequo  | Non qualifiée | Non qualifiée |

### Tir à l'arc
| Athlète       | Compétition       | Tour préliminaire | Tour préliminaire | Huitièmes de finale | Huitièmes de finale | Quarts de finale | Quarts de finale | Demi-finales | Demi-finales | Finale       | Finale       |
| Athlète       | Compétition       | Score             | Rang              | Score               | Rang                | Score            | Rang             | Score        | Rang         | Score        | Rang         |
| ------------- | ----------------- | ----------------- | ----------------- | ------------------- | ------------------- | ---------------- | ---------------- | ------------ | ------------ | ------------ | ------------ |
| Gilles Cresto | Individuel hommes | 1 180             | 65e               | Non qualifié        | Non qualifié        | Non qualifié     | Non qualifié     | Non qualifié | Non qualifié | Non qualifié | Non qualifié |

### Voile
| Athlète            | Épreuve             | Course I | Course I | Course II | Course II | Course III | Course III | Course IV | Course IV | Course V | Course V | Course VI | Course VI | Course VII | Course VII | Total Points | Total -1 (la plus mauvaise course) | Rang |
| Athlète            | Épreuve             | Rang     | Points   | Rang      | Points    | Rang       | Points     | Rang      | Points    | Rang     | Points   | Rang      | Points    | Rang       | Points     | Total Points | Total -1 (la plus mauvaise course) | Rang |
| ------------------ | ------------------- | -------- | -------- | --------- | --------- | ---------- | ---------- | --------- | --------- | -------- | -------- | --------- | --------- | ---------- | ---------- | ------------ | ---------------------------------- | ---- |
| Didier Gamerdinger | Lechner Division II | 39       | 45,0     | 32        | 38,0      | 26         | 32,0       | 30        | 36,0      | NPT      | 52,0     | 33        | 39,0      | 32         | 38,0       | 280,0        | 228,0                              | 32   |
| Philippe Battaglia | Finn                | 28       | 34,0     | 29        | 35,0      | 24         | 30,0       | 25        | 31,0      | NPT      | 40,0     | FD        | 40,0      | 22         | 28,0       | 238,0        | 198,0                              | 30   |